# DIAMOND EXPRESSION
『DIAMOND EXPRESSION』（ダイアモンド・エクスプレッション）は、松田聖子通算22枚目のオリジナル・アルバム。1993年5月21日発売。発売元は Sony Records。

## 解説
先行シングル「大切なあなた」Album Mix・「A Touch of Destiny」を含む全10曲。
「Baby,Make Love Tonight」「Hot Thing」など前作に引き続いて米欧のトレンドを組んだダンスナンバーの他に、「コットンとマーガレット」「海辺のカフェテラス」といったアイドル性を感じさせる曲も収録しているのが特徴。

## 収録曲
全曲　作詞:Seiko Matsuda　作曲:Seiko Matsuda & Ryo Ogura
編曲:Yuji Toriyama (1～9)／Ryo Ogura (10)
1. Move On（4:45）
2. A Touch of Destiny（3:53）
3. 大切なあなた（Album Mix）（4:22）
4. Dear Mom & Dad（5:19）
5. Baby, Make Love Tonight（4:30）
6. Hot Thing（4:18）
7. Girl Friend（4:19）
8. コットンとマーガレット（4:42）
9. 海辺のカフェテラス（3:45）
10. Take My Hand,Give Your Hand（5:12）

## 参加ミュージシャン
- All Vocals by Seiko Matsuda
- Synth. Program: Yuji Toriyama, Except 10 by Ryo Ogura
- E. Guitar & A. Guitar: Yuji Toriyama
- Sax Solo: Jake H. Concepcion
- Chorus: Mai Yamane, Eiko Yamane, Satoru Yamane, Keiko Wada, Kiyoshi Hiyama, Yasuhiro Kido, Junko Hirotani, Suzi Kim, Junko Kikutani, Mataroh Misawa, Satoko Shimonari, Yuko Kawai, Ryo Ogura

## 関連作品
- A Touch of Destiny
  - シングル「A Touch of Destiny#関連作品」を参照
- 大切なあなた
  - シングル「大切なあなた#関連作品」を参照
- Dear Mom & Dad
  - Bible II
- Baby, Make Love Tonight
  - Bible III
- Hot Thing
  - Bible II
- 海辺のカフェテラス
  - Bible II
  - Seaside 〜Summer Tales〜